# Artisornis
Artisornis là một chi chim trong họ Cisticolidae.

## Các loài
- Artisornis metopias
- Artisornis moreaui